# 1960 في مصر
فيما يلي قوائم الأحداث التي وقعت خلال عام 1960 في مصر.

## أفلام
من الأفلام التي صدرت هذه السنة في مصر:
- 1 يناير – إسماعيل يس في السجن من إخراج حسن الصيفي.
- 1 يناير – إني أتهم من إخراج حسن الإمام.
- 1 يناير – بداية ونهاية من إخراج صلاح أبو سيف.
- 1 يناير – جسر الخالدين من إخراج محمود إسماعيل.
- 1 يناير – حايجننوني من إخراج فطين عبد الوهاب.
- 1 يناير – حب حتى العبادة من إخراج حسن الإمام.
- 1 يناير – حب في حب
- 1 يناير – حبي الوحيد من إخراج كمال الشيخ.
- 1 يناير – خلخال حبيبي من إخراج حسن رضا.
- 1 يناير – زوجة من الشارع من إخراج حسن الإمام.
- 1 يناير – سكر هانم من إخراج السيد بدير.
- 1 يناير – شهر عسل بصل
- 1 يناير – غراميات امرأة
- 1 يناير – لحن السعادة من إخراج حلمي رفلة.
- 1 يناير – لوعة الحب من إخراج صلاح أبو سيف.
- 1 يناير – نهر الحب من إخراج عز الدين ذو الفقار.
- 14 مارس – حلاق السيدات من إخراج فطين عبد الوهاب.
- 28 مارس – البنات والصيف من إخراج عز الدين ذو الفقار.
- 29 مايو – الفانوس السحري من إخراج فطين عبد الوهاب.
- 18 سبتمبر – الرباط المقدس من إخراج محمود ذو الفقار.
- 21 نوفمبر – إشاعة حب من إخراج فطين عبد الوهاب.
- 27 نوفمبر – مال ونساء من إخراج حسن الإمام.
- 27 نوفمبر – وعاد الحب من إخراج فطين عبد الوهاب.
- 12 ديسمبر – صائدة الرجال من إخراج حسن الإمام.
- 18 ديسمبر – عمالقة البحار من إخراج السيد بدير.
- 26 ديسمبر – أبو الليل من إخراج حسام الدين مصطفى.

## مواليد

### يناير
- 1 يناير – عماد عبد الغفور سياسي مصري.

### فبراير
- 22 فبراير – أنوشكا مغنية وممثلة مصرية.

### مارس
- 18 مارس – حسام البدري لاعب كرة قدم مصري.
- 23 مارس – مصطفى حسين كامل سياسي مصري.

### أبريل
- 11 أبريل – سيف العدل

### يوليو
- 19 يوليو – أتوم أجويان

### سبتمبر
- 7 سبتمبر – ربيع ياسين لاعب كرة قدم مصري.
- 17 سبتمبر – عبلة كامل ممثلة مصرية.
- 18 سبتمبر – كريم رشيد
- 28 سبتمبر – أحمد شوبير لاعب كرة قدم مصري.

### أكتوبر
- 1 أكتوبر – أنس الفقي سياسي مصري.
- 1 أكتوبر – احمد الطيب

### نوفمبر
- 26 نوفمبر – علاء مبارك

### ديسمبر
- 18 ديسمبر – طلعت زكريا ممثل مصري.
- 20 ديسمبر – حنان جويفل طبيبة وأكاديمية مصرية.

## وفيات

### يناير
- 1 يناير – حسين سري باشا (مواليد 1894)

### أغسطس
- 25 أغسطس – علي ماهر باشا (مواليد 1882)